# Cerianthus sulcatus
Espèce
Cerianthus sulcatus est une espèce de cnidaires anthozoaires de la famille des Cerianthidae.

## Systématique
Le nom valide complet (avec auteur) de ce taxon est Cerianthus sulcatus Kwietniewski, 1898.

## Publication originale
- (de) C.R. Kwietniewski, 1898, « Actiniaria von Ambon und Thursday island », Zoologische Forschungsreisen in Australien und dem Malayischen Archipel von Richard Semon, Jena, Gustav Fisher, p. 385-430.